# Гилберт, Густав Марк
Густав Марк Гилберт (англ. Gustave Mark Gilbert; 30 сентября 1911, Нью-Йорк — 6 февраля 1977, Манхассет) — американский офицер, психолог, переводчик, профессор, писатель. Автор «Нюрнбергского дневника».

## Биография
Родился в семье австрийских эмигрантов еврейского происхождения. В 1939 году получил диплом психолога в Колумбийском университете. Во время Второй мировой войны в чине младшего офицера прибыл с американскими войсками в Европу. Благодаря знанию немецкого языка был направлен в качестве переводчика коменданта тюрьмы и психолога-эксперта для работы в Международном военном трибунале в Нюрнберге.
Во время Первого процесса над главными военными преступниками его клиентами были известные нацистские функционеры, в том числе Герман Геринг, Иоахим фон Риббентроп, Вильгельм Кейтель, Ганс Франк, Освальд Поль, Рудольф Гесс, а также Эрнст Кальтенбруннер, с которыми он проводил продолжительные беседы. О встречах с этими клиентами Гилберт рассказал в своём «Нюрнбергском дневнике» (1947), который получил всемирную известность.
С 1954 года — профессор в колледже штата Мичиган, с 1961 — шеф Психологического колледжа в университете Лонг-Айленд, Бруклин, Нью-Йорк.
Специализировался на социальной реабилитации бывших заключенных.
29 мая 1961 года выступил в качестве свидетеля на процессе против Эйхмана в Иерусалиме; сообщал о том, что ему рассказывали о деятельности Эйхмана высокопоставленные обвиняемые во время Нюрнбергского процесса.
Умер в возрасте 65 лет 6 февраля 1977 года в Манхассете.
Образ Г. Гилберта был воссоздан в художественных фильмах о Нюрнбергском процессе.

## Научные труды
- (1947). Nuremberg Diary. Farrar, Straus and Company: New York.
- (1948). "Hermann Göring: Amiable Psychopath". Journal of Abnormal and Social Psychology[англ.], 43, 211–229. doi:10.1037/h0054017
- (1950). The Psychology of Dictatorship: Based on an Examination of the Leaders of Nazi Germany. New York: The Ronald Press Company.
- (1951). "Stereotype persistence and change among college students". Journal of Abnormal and Social Psychology[англ.], 46, 245–254. doi:10.1037/h0053696

### Переводы на русский язык
- Гилберт Г. М. Нюрнбергский дневник / пер. с англ. А. Л. Уткина. — М.: Вече, 2012. — 476 с. (Военный архив : ВА). ISBN 978-5-9533-5337-3